# Chiesa latina

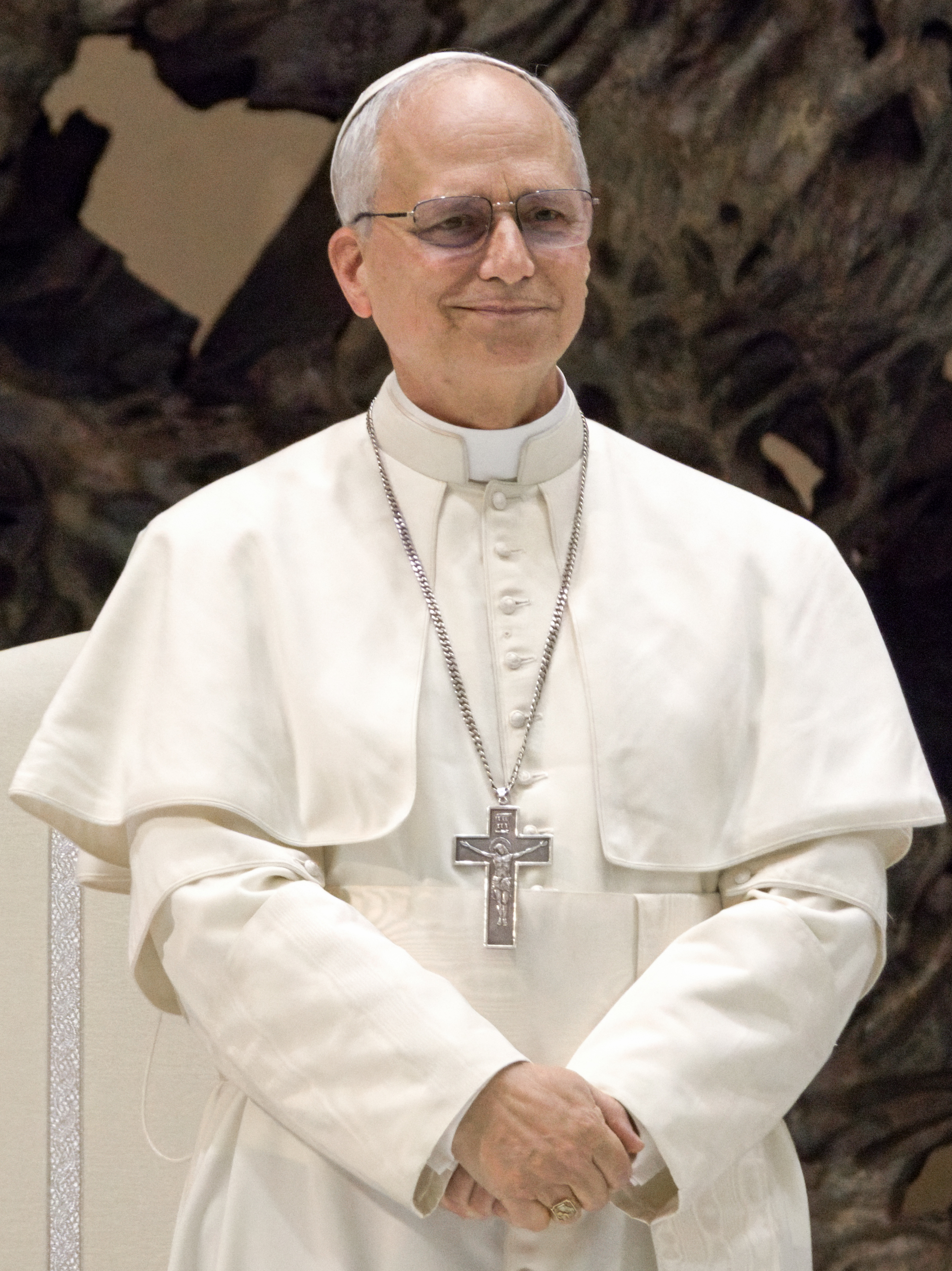
Leone XIV, papa della Chiesa cattolica e patriarca della Chiesa latina, in una foto del 12 maggio 2025

La Chiesa latina è l'insieme di quelle chiese particolari − "nelle quali e dalle quali sussiste la sola e unica Chiesa cattolica" − sorte nelle parti occidentali dell'Impero romano, dove il latino era la lingua di studio e cultura, e che oggi usano nella propria liturgia i riti liturgici latini, quali quello romano e quello ambrosiano.

## Patriarcato d'Occidente

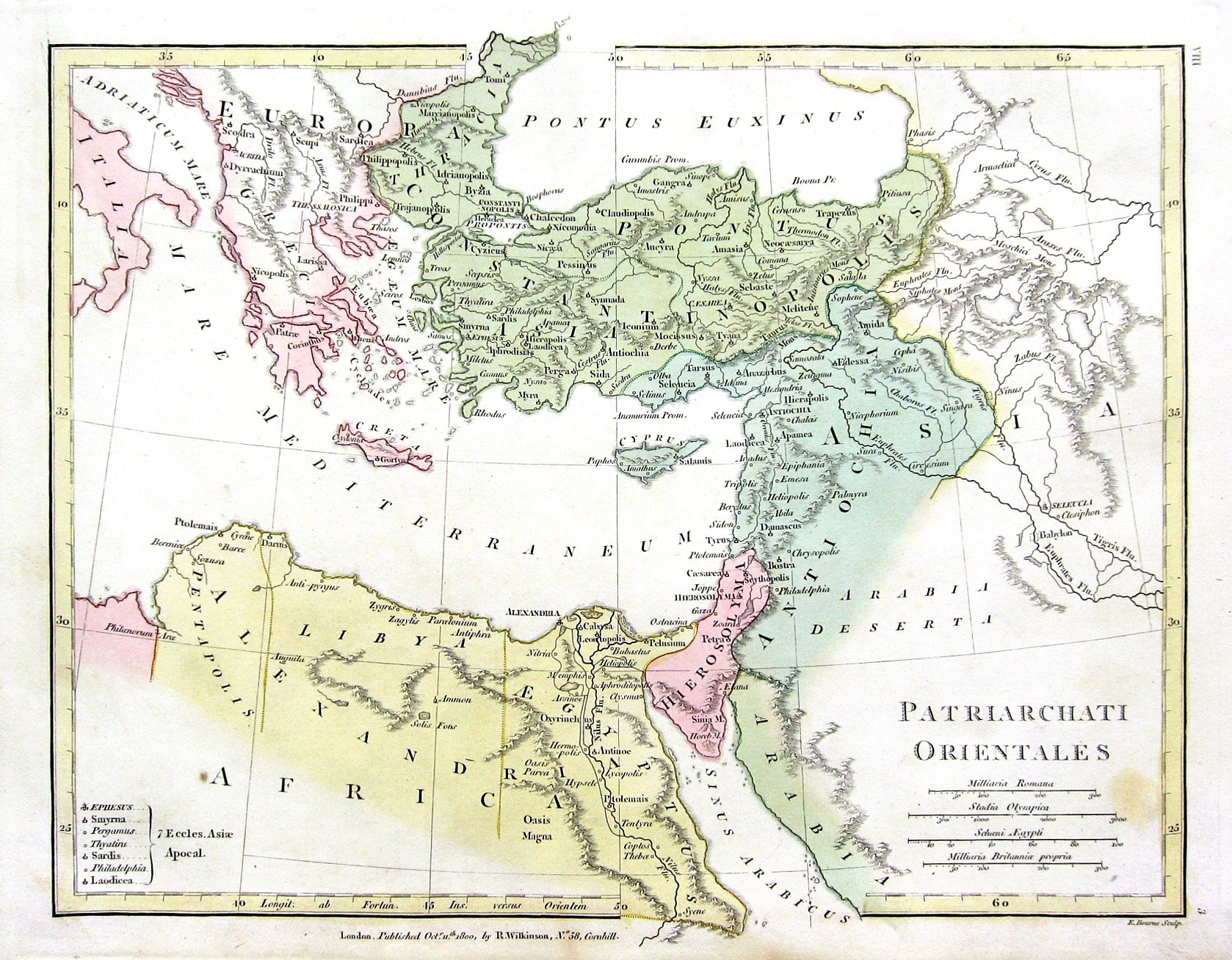
La pentarchia ai tempi di Giustiniano I

In passato si è utilizzato, particolarmente nell'Oriente, il nome di Patriarcato d'Occidente per designare la Chiesa latina, ma recentemente la Chiesa cattolica ha dichiarato obsoleto tale termine. L'imperatore Giustiniano I (527-565), nell'organizzare la Chiesa cristiana all'interno del suo impero nella forma di una pentarchia di cinque patriarcati, assegnava come frontiera orientale di quello di Roma o dell'Occidente una linea a est della Macedonia, della Grecia e di Creta, e che poi nell'Africa passava a occidente della Cirenaica. La zona così attribuita al Vescovo di Roma era meno vasta di quello che si potrebbe ora immaginare, dato che a ovest di tale linea il territorio controllato da Giustiniano era limitato. 
La sede di Roma non accettò l'idea della pentarchia, appoggiando invece la teoria delle tre sedi petrine di Roma, di Alessandria e di Antiochia, ed esercitava già il suo influsso, indipendentemente dall'imperatore bizantino, sui cristiani delle nuove nazioni occidentali, con la conversione delle popolazioni germaniche insediatesi all'interno degli antichi confini dell'Impero romano e con una espansione missionaria che abbracciava anche territori, quali l'Irlanda e la Germania, che non ne avevano mai fatto parte.
L'imperatore Leone III Isaurico (717-741), per punire l'opposizione del papa alla sua politica di iconoclastia, trasferì dalla giurisdizione ecclesiastica di Roma a quella di Costantinopoli la Grecia e il sud dell'Italia, togliendo così al papa gran parte del territorio imperiale assegnatogli come patriarca. Poco dopo, comunque, l'Impero bizantino perse sia per sempre Roma e tutti i suoi altri possedimenti in occidente.

## Scismi
I cristiani che rifiutarono di accettare le decisioni del Concilio di Efeso del 431 furono in gran parte soppressi all'interno dell'Impero e si rifugiarono in Persia. Non risultò così facile controllare gli oppositori del Concilio di Calcedonia del 451. La maggioranza dei cristiani in Egitto e in alcune altre parti rigettarono il diofisismo e diedero origine alle attuali chiese copta, etiope, siriaca e armena, della comunione delle Chiese ortodosse orientali. Il cristianesimo calcedoniano, al quale la Chiesa latina è rimasta fedele, soffrì grosse perdite in oriente, con la conseguente riduzione dei patriarcati ortodossi (che cioè accettavano il concilio) di Alessandria, di Antiochia e di Gerusalemme. 
Inoltre, le conquiste islamiche distrussero il cristianesimo nel Nord Africa di lingua latina (le attuali Tunisia, Algeria e Marocco), parte importante della Chiesa latina dal punto di vista demografico e culturale, che contava numerosissimi vescovati e aveva annoverato alcuni dei più importanti autori cristiani come Tertulliano e Agostino di Ippona; con e effetto in gran parte simile all'est. Da allora, l'Oriente cristiano ortodosso si è identificato praticamente con la Chiesa greca o bizantina, cioè al Patriarcato di Costantinopoli e con quelle Chiese sorte come frutto della sua attività missionaria e che gli attribuivano un certo primato se non di giurisdizione, almeno di onore. Il seguito di questa situazione è stato lo Scisma fra Occidente e Oriente.
Alcune comunità cristiane d'oriente o non si sono mai separate da Roma o hanno preferito entrare posteriormente in comunione con la Santa Sede. Esse costituiscono le Chiese cattoliche orientali, distinte dalla Chiesa latina ma aventi uguale diritto di cittadinanza nella Chiesa cattolica. Attualmente, a motivo sia delle migrazioni umane sia dell'espansione missionaria, i fedeli di tutte queste Chiese si trovano in tutti i continenti, per cui le denominazioni "occidentale" e "orientale" hanno un significato solo storico.